# 大西洋鋸尾鯊
大西洋鋸尾鯊（學名：Galeus atlanticus），又稱大西洋蜥鯊，為軟骨魚綱真鯊目猫鲨科鋸尾鯊屬的一個種，分布於中東大西洋摩洛哥西北部Cape Spartel海域，深度400至600公尺，本魚體修長，頭部有些扁平，鼻子中等長度、扁平，鼻孔距吻尖相對較遠，鼻孔前緣部分被三角形皮膚瓣覆蓋，眼睛呈水平橢圓形，有瞬膜，每隻眼睛下面都有一個脊，眼後有一個微小的氣門，大嘴巴又寬又彎，嘴角有很長的皺紋，第一個背鰭位於腹鰭基部的後部上方，而第二個背鰭位於臀鰭基部的後部上方，兩個背鰭都有稜角且大小相似，胸鰭又大又寬，角呈圓角，尾鰭較低，下葉較小，上葉尖端附近有腹側切跡，體色上部是灰色，下部是淺色，背部和尾巴上有一系列深灰色的馬鞍或斑點，背鰭基部呈暗色，向尾緣逐漸變淺，尾鰭的後緣是黑色，嘴的內部也是黑色，體長可達41.7公分，棲息在大陸坡，卵生，生活習性不明。